# Rifugio M.O. Leonida Magnolini
Il rifugio M.O. Leonida Magnolini è un rifugio situato nel comune di Costa Volpino (BG), tra la val Seriana e la Val Camonica, nelle Alpi Orobie, a 1.610 m..

## Caratteristiche e informazioni
Il rifugio Magnolini ha una capacità di 25 posti letto. È di proprietà della sezione di Lovere del CAI ed è aperto in modo continuato da metà giugno a metà settembre. Per il resto dell'anno il rifugio è aperto solo di sabato e domenica.

## Accessi
- Sentiero 559: San Vigilio (Rogno) - Rifugio Magnolini.
- Sentiero 551: Lovere - Rifugio Magnolini.
- Sentiero 558: Cascina Ai Ciar (Ceratello) - Rifugio Magnolini.